# Bolitophila antennata
Bolitophila antennata är en tvåvingeart som beskrevs av Sevcik och Papp 2004. Bolitophila antennata ingår i släktet Bolitophila och familjen smalbensmyggor.
Artens utbredningsområde är Taiwan. Inga underarter finns listade i Catalogue of Life.